# Nhà hát Tuổi trẻ
Nhà hát Tuổi trẻ Việt Nam (tên giao dịch quốc tế: Youth Theatre of Vietnam) là một trong 12 nhà hát quốc gia trực thuộc Bộ Văn hóa, Thể thao và Du lịch Việt Nam, nằm ở 11 phố Ngô Thì Nhậm, phường Phạm Đình Hổ, quận Hai Bà Trưng, thành phố Hà Nội, Việt Nam. Chức năng biểu diễn nghệ thuật của nhà hát bao gồm nhiều bộ môn: kịch nói, ca – múa – nhạc nhẹ - nhạc dân tộc – kịch câm. Đây là nơi sưu tầm, bảo tồn và nâng cao để giới thiệu nghệ thuật đặc sắc trong nước và quốc tế.
Nhà hát Tuổi trẻ thành lập tháng 4 năm 1978. Đến nay tổng số nghệ sĩ của nhà hát là 175, trong đó có 3 Nghệ sĩ Nhân dân, 10 Nghệ sĩ ưu tú. Nhà hát Tuổi trẻ là thành viên của Hiệp hội sân khấu Thế giới dành cho Tuổi trẻ (ASSITEJ) và là Trung tâm ASSITEJ Việt Nam.

## Nhân sự nổi bật

### Giám đốc
- Hà Nhân (1978 – 1988)
- Thùy Chi (1988 – 1991)
- Phạm Thị Thành (1991 – 1996)[3][4]
- Trần Tiến Thuật (2002 – 2007)[5][6]
- NSND Lê Hùng (2007 – 2012)[7]
- Trương Nhuận (2012 – 2017)[7]
- NSƯT Chí Trung (2017 – 2022)[7]
- NSƯT Sĩ Tiến (2022 – nay)[7]

### Diễn viên
Chí Trung, Lê Khanh, Minh Hằng, Vân Dung, Thu Quỳnh, Trần Thu Hương (Hương Tươi)